# Donald Lybbert
Donald Lybbert (* 1923 in Cresco/Iowa; † 1981) war ein US-amerikanischer Komponist und Musikpädagoge.

## Leben und Wirken
Lybbert begann in seiner Jugend eine Ausbildung als Trompeter, die er an der University of Iowa fortsetzte. Im Zweiten Weltkrieg diente er als Offizier der US Navy. Nach dem Masterabschluss an der Columbia University als Kompositionsschüler von Elliott Carter und Otto Luening war er Teaching Fellow an der Juilliard School. Daneben vervollkommnete er seine Ausbildung bei Nadia Boulanger in Fontainebleau. Ab 1953 unterrichtete Lybbert Musiktheorie, Komposition und Orchestration am New Yorker Hunter College; später wurde er dort Leiter des Musikdepartments. Von 1976 bis zu seinem Tod war er Mitglied der American Composers Alliance. Seine Oper Monica wurde 1952 an der De Nationale Opera in Amsterdam uraufgeführt. Die Uraufführung von Octagon, einem Stück für Sopran und sieben Kammermusiker, fand 1975 in Boston statt.